# Corynoptera bipartita
Corynoptera bipartita är en tvåvingeart som beskrevs av Werner Mohrig och Nina Krivosheina 1985. Corynoptera bipartita ingår i släktet Corynoptera och familjen sorgmyggor. Inga underarter finns listade i Catalogue of Life.